# Carl-Åke Eriksson
Carl-Åke Eriksson, född 16 november 1934 i Avesta, död 7 november 2015 i S:t Görans församling, Stockholm, var en svensk skådespelare. Han studerade vid Norrköping-Linköping stadsteaters elevskola 1953–1956 och var från 1960 aktiv vid Malmö stadsteater. Han var bror till Per Olof Eriksson.

## Filmografi
- 1959 – Mälarpirater
- 1961 – Medbrottslingarna (TV-serie)
- 1963 – Fadersskolan (TV-serie)
- 1968 – Något att tala om i framtiden (TV-serie)
- 1971 – Broster, Broster!
- 1974 – Larry Larssons flykt och förvandling eller Båtsmannens barn
- 1976 – Engeln (TV-serie)
- 1980 – Syndabocken
- 1981 – Hans Christian och sällskapet
- 1982 – Den enfaldige mördaren
- 1983 – Spanarna (TV-serie)
- 1996 – Mysteriet på Greveholm (TV-serie) (julkalender)
- 1998 – Dolly & Dolly (TV-serie)
- 2002 – Taurus (TV-serie)
- 2003 – Kommer du med mig då
- 2006 – Frostbiten
- 2009 – Luftslottet som sprängdes

## Teater

### Roller (ej komplett)
| År   | Roll                          | Produktion | Regi                          | Teater                           |
| ---- | ----------------------------- | --- | ----------------------------- | -------------------------------- |
| 1954 | Miguel                        | Markisinnan (The Marquise) Noël Coward | John Zacharias                | Norrköping-Linköping stadsteater |
| 1954 | Omura                         | Thehuset Augustimånen (The Teahouse of the August Moon) John Patrick | Olof Thunberg                 | Norrköping-Linköping stadsteater |
| 1955 | Loriot                        | Lilla Helgonet (Mam’zelle Nitouche) Henri Meilhac, Albert Millaud och Florimond Hervé                                                                                           | Olof Thunberg                 | Norrköping-Linköping stadsteater |
| 1955 | Tommy                         | Pippi Långstrump Astrid Lindgren | Bertil Norström               | Norrköping-Linköping stadsteater |
| 1955 | Joe Crowell Si Crowell        | Vår lilla stad (Our Town) Thornton Wilder | Ingrid Luterkort              | Norrköping-Linköping stadsteater |
| 1955 | Curtis                        | Så tuktas en argbigga (The Taming of the Shrew) William Shakespeare | John Zacharias                | Norrköping-Linköping stadsteater |
| 1955 | Otto                          | Jag vill vara en annan (Jeg vil være en Anden) Leck Fischer | Kurt-Olof Sundström           | Norrköping-Linköping stadsteater |
| 1955 | Ambrose Kemper                | Äktenskapsmäklerskan (The Matchmaker) Thornton Wilder | Olof Thunberg                 | Norrköping-Linköping stadsteater |
| 1955 |                               | Blåjackor (Boys in Blue) Lajos Lajtai och Lauri Wylie | John Zacharias                | Norrköping-Linköping stadsteater |
| 1956 |                               | Vår ofödde son Vilhelm Moberg | Kurt-Olof Sundström           | Norrköping-Linköping stadsteater |
| 1956 | Nalle Puh                     | Nalle Puh och hans vänner (Winnie-the-Pooh) A.A. Milne | Bertil Norström               | Norrköping-Linköping stadsteater |
| 1956 | Lane                          | Mister Ernest (The Importance of Being Earnest) Oscar Wilde | Ingrid Luterkort              | Norrköping-Linköping stadsteater |
| 1956 | Peter van Daan                | Anne Franks dagbok (The Diary of Anne Frank) Frances Goodrich och Albert Hackett                                                                                                | John Zacharias                | Norrköping-Linköping stadsteater |
| 1956 | Läraren                       | Vita hästen (Im weißen Rößl) Hans Müller och Ralph Benatzky | John Zacharias                | Norrköping-Linköping stadsteater |
| 1957 | Reginald                      | Gustav Vasa August Strindberg | John Zacharias                | Norrköping-Linköping stadsteater |
| 1957 | Bill Page                     | Turturduvans röst (The Voice of the Turtle) John Van Druten | Ingrid Luterkort              | Norrköping-Linköping stadsteater |
| 1957 | Maitland                      | Kritträdgården (The Chalk Garden) Enid Bagnold | Ingrid Luterkort              | Norrköping-Linköping stadsteater |
| 1957 | Soldaten                      | Historien om en soldat (L'histoire du soldat) Igor Stravinskij och Charles-Ferdinand Ramuz                                                                                      | John Zacharias                | Norrköping-Linköping stadsteater |
| 1957 | Kuriren                       | Lysistrate (Λυσιστράτη, Lysistrátē) Aristofanes | Olof Thunberg                 | Norrköping-Linköping stadsteater |
| 1958 | Gines av Pasamonte            | Don Quijote – Riddaren av den sorgliga skepnaden ( Don Quijote – Der Ritter von der traurigen Gestalt) Wulf Leisner                                                             | Lars-Erik Liedholm            | Norrköping-Linköping stadsteater |
| 1958 | Quico                         | Gäst i gryningen (La Dama del Alba) Alejandro Casona | Gösta Folke                   | Norrköping-Linköping stadsteater |
| 1958 | Josef                         | Oh, mein Papa! (Das Feuerwerk) Erik Charell, Jürg Amstein och Paul Burkhard | Albert Gaubier John Zacharias | Norrköping-Linköping stadsteater |
| 1958 | Bilbo                         | Efter levande modell (D’après nature ou presque) Michel Arnaud | Lars-Erik Liedholm            | Norrköping-Linköping stadsteater |
| 1958 | Hertigen av Aumerle           | Richard II (The Life and Death of King Richard the Second) William Shakespeare                                                                                                  | Olof Widgren John Zacharias   | Norrköping-Linköping stadsteater |
| 1958 | Vicomte Octave de Clérambard  | Clérambard Marcel Aymé | Gösta Folke                   | Norrköping-Linköping stadsteater |
| 1959 | Axel                          | Thermopyle H.C. Branner | John Zacharias                | Norrköping-Linköping stadsteater |
| 1959 | Cecil                         | Spöket på Canterville (The Canterville Ghost) Bernt Callenbo | Bertil Norström               | Norrköping-Linköping stadsteater |
| 1959 | Timothy Dawes                 | Ung och grön (Salad Days) Dorothy Reynolds och Julian Slade | Ingrid Luterkort              | Norrköping-Linköping stadsteater |
| 1959 | Hökar Sönnerlund Fångvaktaren | Ett resande teatersällskap August Blanche | Bertil Norström               | Norrköping-Linköping stadsteater |
| 1960 | Leslie Williams               | Gisslan (The Hostage) Brendan Behan | Lars Barringer                | Norrköping-Linköping stadsteater |
| 1962 |                               | Farmor och vår Herre Hjalmar Bergman | Yngve Nordwall                | Malmö stadsteater                |
| 1963 |                               | Muren (The Wall) Millard Lampell | Lennart Olsson                | Malmö stadsteater                |
| 1966 | Victor                        | Yerma Federico García Lorca | Palle Granditsky              | Upsala-Gävle stadsteater         |
| 1966 |                               | Mordet på Marat (Die Verfolgung und Ermordung Jean Paul Marats, dargestellt durch die Schauspielgruppe des Hospizes zu Charenton unter Anleitung des Herrn de Sade) Peter Weiss | Jan Lewin                     | Malmö stadsteater                |
| 1967 |                               | Snobben Carl Sternheim | Lennart Olsson                | Malmö stadsteater                |
| 1970 | Harold                        | Oss pojkar emellan (The Boys in the Band) Mart Crowley | Pierre Fränckel               | Malmö stadsteater                |
| 1979 | Ken Harrison                  | Det är väl mitt liv? (Whose Life Is It Anyway?) Brian Clark | Torsten Sjöholm               | Malmö stadsteater                |
| 1982 |                               | Maratondansen (They Shoot Horses, Don't They?) Horace McCoy | Lucian Giurchescu             | Malmö stadsteater                |
| 1988 |                               | Skandal i familjen (A Small Family Business) Alan Ayckbourn | Lennart Olsson                | Malmö stadsteater                |
| 1989 |                               | Trettondagsafton (Twelfth Night, or What You Will) William Shakespeare | Otomar Krejča                 | Malmö stadsteater                |
| 1989 |                               | Hjältekonungens dotter Ingegerd Monthan | Eva Sköld                     | Malmö stadsteater                |
| 1990 | Sganarelle                    | Don Juan eller Stengästen (Dom Juan ou Le Festin de pierre) Molière | Eva Sköld                     | Malmö stadsteater                |
| 1994 | Pastor Manders                | Gengångare (Gengangere) Henrik Ibsen | Ronnie Hallgren               | Malmö Dramatiska Teater          |
| 1994 |                               | De sista (Последние, Posledniye) Maksim Gorkij | Ronnie Hallgren               | Helsingborgs stadsteater         |
| 1995 |                               | Hamlet William Shakespeare | Staffan Valdemar Holm         | Malmö Dramatiska Teater          |
| 1997 | Tom Sergeant                  | Vinterkärlek (Skylight) David Hare | Benny Fredriksson             | Riksteatern                      |
| 1999 | Newman Noggs                  | Nicholas Nickleby (The Life and Adventures of Nicholas Nickleby) David Edgar efter Charles Dickens roman                                                                        | Georg Malvius                 | Stockholms stadsteater           |
| 2000 | Herr Ford                     | Muntra fruarna i Windsor (The Merry Wives of Windsor) William Shakespeare | Ronny Danielsson              | Stockholms stadsteater           |
| 2002 | Hertigen Fredrik              | Som ni vill ha det (As you Like it) William Shakespeare | Johanna Garpe                 | Stockholms stadsteater           |
| 2003 | Harold Nichols                | Allt eller inget (The Full Monty) Terrence Mcnally och David Yazbek | Marianne Mörck                | Stockholms stadsteater           |
| 2004 | Fadern                        | Din stund på jorden Vilhelm Moberg | Leif Stinnerbom               | Stockholms stadsteater           |
| 2004 | Simjonov                      | Körsbärsträdgården (Вишнёвый сад, Visjnjovyj sad) Anton Tjechov | Lennart Hjulström             | Stockholms stadsteater           |
| 2005 | Matthias                      | Tolvskillingsoperan (Die Dreigroschenoper) Bertolt Brecht och Kurt Weill | Lars Rudolfsson               | Stockholms stadsteater           |
| 2006 | Egeus                         | En midsommarnattsdröm (A Midsummer Night's Dream) William Shakespeare | Alexander Mørk-Eidem          | Stockholms stadsteater           |

## Radioteater
| År   | Roll             | Produktion                                          | Regi            |
| ---- | ---------------- | --------------------------------------------------- | --------------- |
| 1992 | Professor Newman | Chopins piano (Chopin's Piano) David Zane Mairowitz | Göran Stangertz |